# ヨアヒム・チルナー

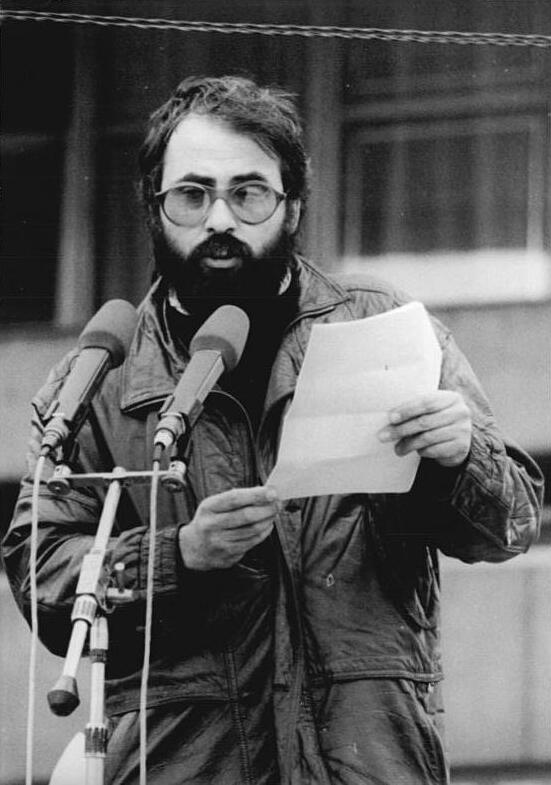
ベルリン・アレクサンダー広場でのデモで演説するチルナー（1989年11月4日）

ヨアヒム・チルナー（Joachim Tschirner, 1948年3月1日 - ）は、ドイツのドキュメンタリー映画監督。
ブランデンブルク州ヴィッテンベルゲ生まれ。『ディ・ヴェルト』紙によれば、1973年12月8日より1989年10月まで、「ハンス・マトゥシュ」(Hans Matusch) のコードネームで東ドイツの秘密警察シュタージの非公式協力者 (Inoffizieller Mitarbeiter) であったとされている。
1980年より映画監督として活動。1991年に映画製作会社「UM WELT FILM」を設立した。また、アラル海沿岸に暮らす子どもたちに安全な水を提供するために活動する団体「Wasser für die Kinder des Aralsees」を1996年に立ち上げ、その代表も務めた。
ラジオジャーナリストの妻、ヴァルトラウト・チルナー (Waltraud Tschirner) との間に5人の子がおり、その中のノラ・チルナー (Nora Tschirner) は女優・テレビ司会者として活動している。

## フィルモグラフィ
- Canto General - Der große Gesang von Pablo Neruda und Mikis Theodorakis (1983)
- Katrins Hütte（長期ドキュメンタリー、1985 - 1991）
- Abstich（長期ドキュメンタリー、1988 - 1991）
- Ein schmales Stück Deutschland (1989 - 1990)
- Kein Abschied - Nur fort (1989 - 1990)
- Vridolin (1991)
- Fernseher aus - Sternschnuppen an (1992)
- Am siebten Tag über den Syr Darja (1993)
- Sieben Tage - Da unten am Indian River (1995)
- Trinkwassernot am Aralsee (1997)
- Der Aralsee - Wo das Wasser endet, endet die Erde (1998)
- Giftige Schiffe - Die Geschichte einer farblosen Substanz (2001)
- Fordlândia - Die vergessene Stadt im Regenwald (2002)
- Die verschwundenen Dörfer der Wismut (2006)
- terra incognita - DIE WISMUT (2007)
- Yellow Cake - Die Lüge von der sauberen Energie『イエロー・ケーキ クリーンなエネルギーという嘘』(2004 - 2010)